# Абетка мудрості
«Абетка мудрості» (груз. «სიბრძნის კარავი») — грузинський радянський художній телевізійний фільм 1982 року, комедія режисера Отара Коберидзе кіностудії «Грузія-фільм». Вийшов на екрани в 1982 році.

## Сюжет
В основі фільму чотири оповідання з книги «Мудрість вигадки» Сулхан-Саба Орбеліані:
- «Господар і сторож»
- «Сліпий і зрячий»
- «Хліб наш насущний»
- «Скарб»

## У ролях
- Елгуджа Бурдулі
- Лія Еліава
- Зураб Лаперадзе
- Лаура Рекхвіашвілі
- Івана Сакварелідзе